# 湖北省 (中華民国)
湖北省（こほくしょう）は、かつて中華民国に存在した省。現在の中華人民共和国湖北省にほぼ相当する。

## 管轄地域
東は安徽省及び江西省、西は四川省及び陝西省、南は湖南省、北は河南省と接していた。

## 行政沿革
1911年（宣統3年）10月10日、武昌起義により辛亥革命が勃発すると翌日中華民国軍政府鄂軍都督府が成立、黄帝紀元4609年を年号に定め黎元洪を都督に選出した。同月17日、『中華民国軍政府暫行条例』を、25日に『中華民国鄂軍政府改定暫行条例』を公布し軍政府機構の整備を行った。
1912年（民国元年）4月19日、全省の最高行政長官として民政長を設置、1914年（民国3年）5月23日に巡按使、1916年（民国5年）7月6日に省長と改称されている。1926年（民国15年）9月15日、国民長中央政治会議は漢口に湖北省臨時政治会議を設置、全省の軍政、財政の最高機関と定め下部に政務委員会、財政委員会等が設置された。1927年（民国16年）1月18日、国民党中央委政治会議により湖北省臨時政治会議は湖北省政府籌備委員会に改称、3月25日に湖北省政府が正式に設立された。同年4月、国民政府が南京政府と武漢政府に分裂した際に湖北省は武漢国民政府に帰属したが、9月の両国民政府の合流により南京政府に帰属、翌年1月7日に新たに湖北省政府が設立された。
1937年（民国26年）、日中戦争が勃発すると湖北省は日本軍に占領され、国民党湖北省政府は亡命政府と化し、汪兆銘政権が実効支配することとなった。第二次世界大戦後は再び省政府が武昌に設置されたが、1949年（民国38年）5月17日に中国共産党により武漢が「解放」されると、中華民国は再び実効支配権を喪失している。

## 省会
辛亥革命直後は武昌府旧江夏県に設置された。1912年（民国元年）に武昌県、1935年7月以降は武昌市に設置されている。

## 行政区画

### 道制
民初は清代の道が廃止されたが、1913年（民国2年）1月に鄂東道、鄂北道、鄂西道観察使が設置された。1914年（民国3年）5月23日、全省に江漢道、襄陽道、荊南道の3道が設置された。1921年（民国10年）8月、荊南道が廃止となり荊宜道、施鶴道が新設されている。1926年（民国15年）、北伐軍が湖北省を占領すると道制は廃止された。
- 江漢道
- 襄陽道
- 荊宜道
- 施鶴道

### 県級行政区画
中華人民共和国成立直前の管轄行政区画は下記の1市70県。（50音順）
- 市
  - 武昌市
- 県
  - 安陸県
  - 鄖県
  - 鄖西県
  - 雲夢県
  - 英山県
  - 遠安県
  - 恩施県
  - 応山県
  - 応城県
  - 嘉魚県
  - 鄂城県:清代の武昌県
  - 鶴峰県
  - 漢川県
  - 咸寧県
  - 咸豊県
  - 漢陽県
  - 監利県
  - 蘄春県
  - 宜昌県:清代の東湖県。1912年1月改称。
  - 浠水県:清代の蘄水県
  - 京山県
  - 均県
  - 荊門県
  - 建始県
  - 公安県
  - 黄安県
  - 光化県
  - 孝感県
  - 黄岡県
  - 広済県
  - 興山県
  - 黄梅県
  - 黄陂県
  - 江陵県
  - 穀城県
  - 五峰県
  - 秭帰県
  - 枝江県
  - 松滋県
  - 鍾祥県
  - 襄陽県
  - 自忠県
  - 随県
  - 崇陽県
  - 石首県
  - 宣恩県
  - 潜江県
  - 宣都県
  - 棗陽県
  - 大冶県
  - 竹渓県
  - 竹山県
  - 長陽県
  - 通山県
  - 通城県
  - 天門県
  - 当陽県
  - 南漳県
  - 巴東県
  - 武昌県:旧称は夏江県。1913年5月改称。
  - 沔陽県
  - 房県
  - 蒲圻県
  - 保康県
  - 麻城県
  - 陽新県
  - 来鳳県
  - 羅田県
  - 利川県
  - 礼山県